# 哈羅及威爾德斯通站
哈羅及威爾德斯通站（英語：Harrow & Wealdstone station）是一個位於大倫敦哈羅區威爾德斯通的轉乘站，設有倫敦地上鐵、倫敦米德蘭、南方鐵路與倫敦地鐵列車服務。車站介於大橋、威爾德斯通（連接高街南端）和桑德里奇克洛斯，哈羅則兩端都設有入口。
此站於1952年發生哈羅及威爾德斯通火車相撞事故，導致112人死亡，成為英國在和平時期最嚴重的鐵路事故。

## 歷史

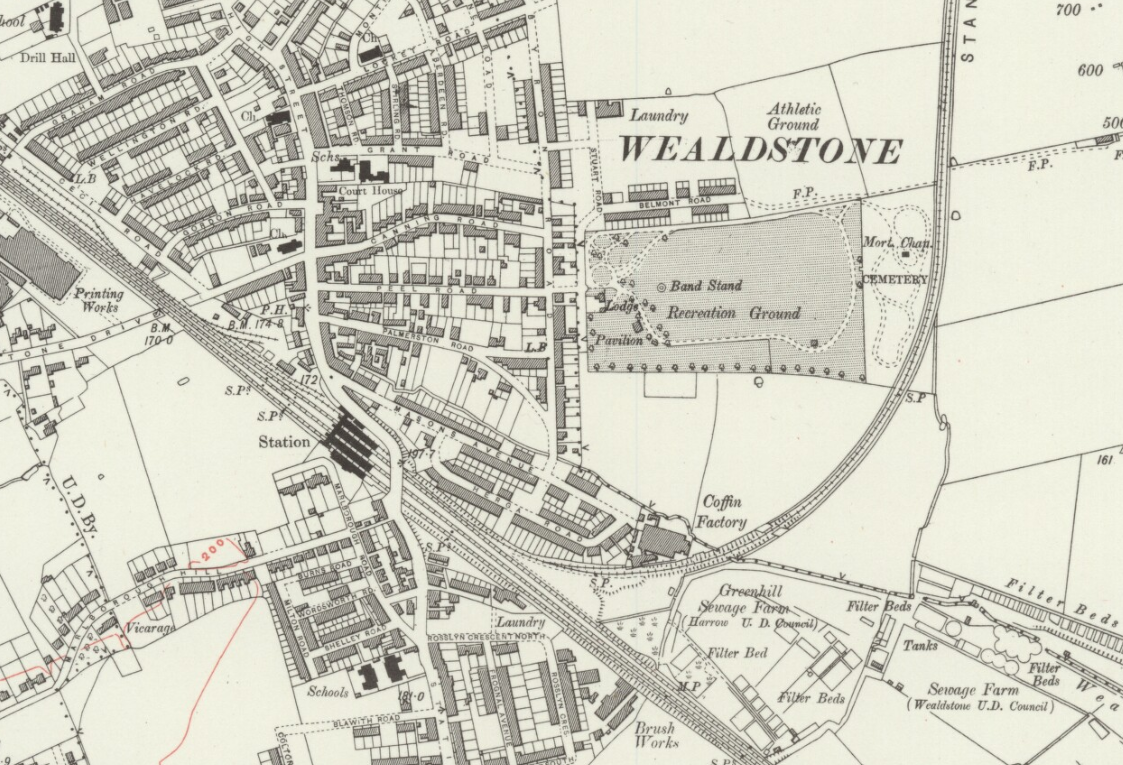
1916年哈羅及威爾德斯通站

車站於1837年7月20日由倫敦及伯明翰鐵路啟用，站名是「哈羅」，當時位於還是郊區的米德塞克斯。車站興建時位於農田之中，最近的大型住宅區位於1.5英哩以南的山上哈羅。威爾德斯通是現時威爾德斯通高街北端的一系列房屋，距離車站以北約1英哩。西南（哈羅）側的車站大樓是站內的較舊部分，位於過去快線的所在地，直至後來改為興建尤斯頓到沃特福德路線的月台，而鐵路軌道則改經舊慢線月台和東北面的新月台，同時在威爾德斯通一側興建了一個較大和較新的車站大樓。車站天橋起初興建全高式的牆壁分隔乘客使用的「倫敦」方向以及鐵路、郵政職員使用的「郊區」方向以利用升降機搬運貨物和郵件。升降機在1970年代早期拆除，只為餘下的郵件運送留下兩個包裹升降機服務直流電鐵線月台。
1890年12月18日，倫敦及西北鐵路開放了一條短支線前往鐵路主線東北面的史丹摩。1932年興建了一個中途停靠點貝爾蒙特以服務當地發展中的住宅區。列車被稱為「貝爾蒙特響尾蛇」。
到了19世紀末，威爾德斯通已經發展完善，而車站也在1897年5月1日改為現時名稱。
1917年4月16日，貝克盧線由威爾斯登交匯延長行駛至沃特福德交匯，途經新電氣化的本地軌道（「新線」，起初為蒸汽鐵路），並由該日起停靠哈羅及威爾德斯通。
1952年9月15日前往史丹摩的乘客服務中止，但貨運（尤其香蕉儲存）偶而繼續營運至1965年。

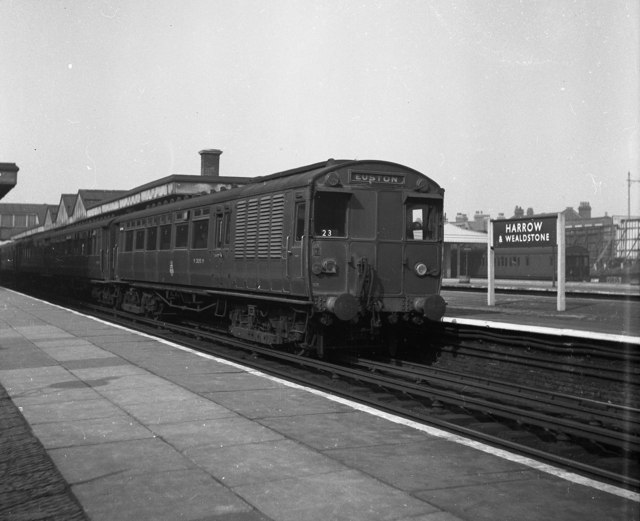
1956年3月11日倫敦及西北鐵路電氣化列車停靠哈羅及威爾德斯通

1960年代早期，作為西岸主線電氣化的一部分，跨過鐵路的A409道路的橋樑需要重建以減低較大的坡度和提供更高的軌道淨空，方便加入高架電纜。
1964年10月5日，所在前往貝爾蒙特支線的服務因比欽大斧而停運。哈羅及威爾德斯通以北的永久路廊也被移除，但車站東側停用的7號月台一度留下成為側線，幾年後同樣被拆除。
1982年9月24日，貝克盧線縮短至石橋公園，但在1984年6月4日貝克盧線恢復行駛至哈羅及威爾德斯通，並作為其總站。

## 意外事件
- 1838年8月7日，湯馬斯·波特（英语：Harrow train accident 1838）在列車上跌下，並被列車拖行1.25英哩，傷重不治。
- 1870年，一列郵政列車與一列貨運列車發生追撞，8人死亡[5]。
- 1952年10月8日，車站發生英國和平時期最嚴重的列車相撞事故（英语：Harrow and Wealdstone railway accident），一列蘇格蘭特快列車與停靠4號月台的當地列車相撞。幾秒後一列由兩部蒸汽機車拖行的北行快車再撞向已經相撞的殘骸，造成更多傷亡，並一度引致天橋一個支柱倒塌，2號和3號月台的北端也被破壞，導致112人死亡340人受傷。車站東側的主入口在2002年該事件50週年時放置了紀念牌匾。

## 現時車站

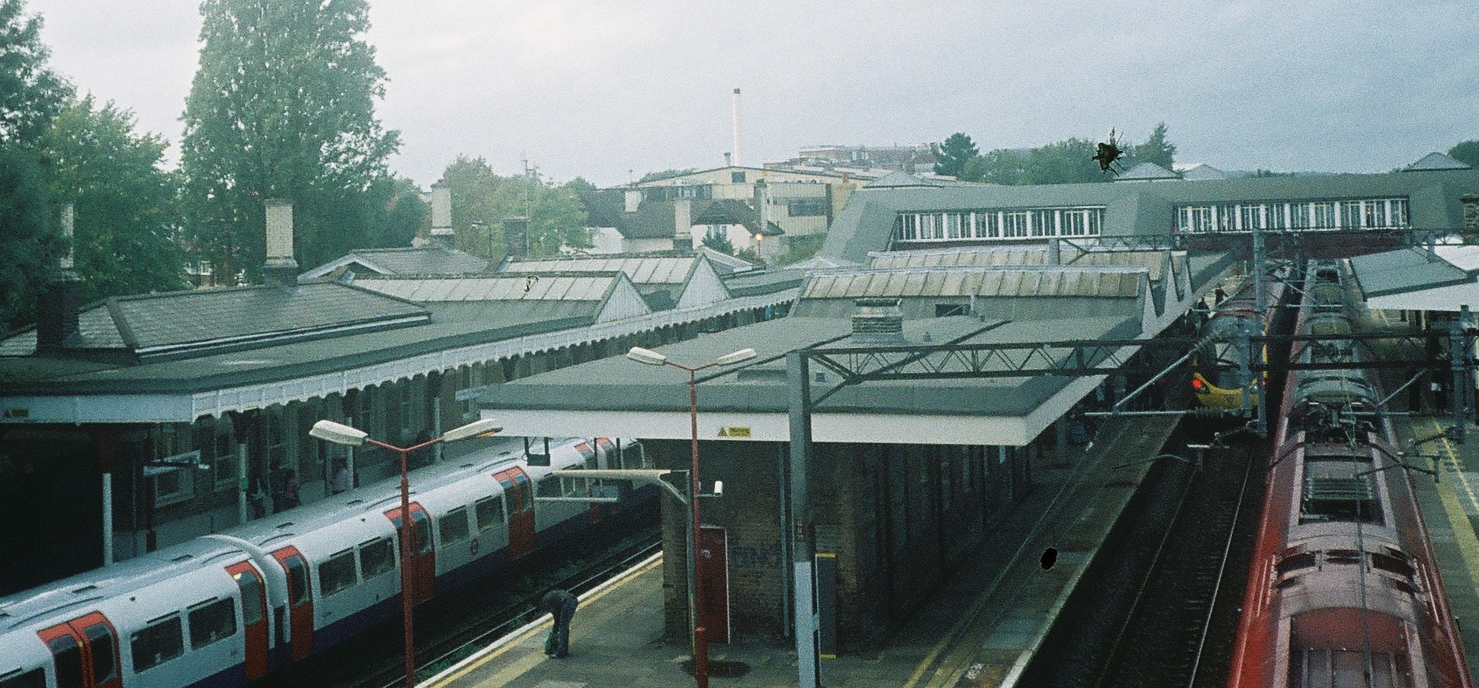
哈羅及威爾德斯通站，左側是直流電鐵線月台，右側是鐵路主線月台

車站近年進行了若干改善工程，橫跨兩個入口和所有月台的天橋在拆除中央的牆壁以後可使用全寬，同時安裝了新的升降機容許傷殘人士使用，並重新漆上候車室和更換其照明。近年位於車站北面，用來作為貝克盧線列車，有時也用作直流電鐵線列車調頭的兩條倒車側線改成單線側線，而2號月台的下行端彎道則利用拆除了的側線空間減緩了。然而這導致倫敦地上鐵無法再使用該側線，除非貝克盧線列車不營運。哈羅及威爾德斯通與威爾斯登交匯是直流電鐵線上可用於調頭的車站，雖然列車可在更多車站使用橫渡線調頭。
兩端都安裝了新的閘機以及已經存在的票務廳。
快線的列車使用3號和4號月台通過車站，現時進入這些月台的道路只在職員打開時可以使用。南方鐵路和倫敦米德蘭停靠此站的列車通常使用慢線的5號和6號月台，但受惠於四個鐵路主線的月台都已經延長至12節，在需要時可使用任何一個月台停靠。直流電鐵線上行的2號月台不尋常地維持着182公尺的長度而非直流電鐵線的一般長度、可停靠8節列車的125公尺，部分罕見的情況下，例如同時關閉快線和慢線時鐵路主線列車將改道直流電鐵線，但不停靠中途車站。

## 橫貫鐵路
英國國營鐵路公司2011年7月的倫敦及東南路線使用策略建議將西岸主線來往倫敦和密爾頓·基恩斯中央分流遠離尤斯頓，改為途經舊橡公地和橫貫鐵路以在尤斯頓車站放寬2號高速鐵路的容量。如此可由西岸主線直達仙菲爾德、金絲雀碼頭以及修道院森林，以同時開放倫敦地鐵在尤斯頓的容量，更好利用橫貫鐵路在帕丁頓以西的容量，並改善由北面前往希斯洛機場的交通。在此計劃下，所有橫貫列車會繼續行駛至帕丁頓以西，而不是將一部分列車以該站為總站。該批列車將服務希斯洛機場（每小時10班）、往梅登黑德和雷丁（每小時6班）以及往密爾頓·基恩斯中央（每小時8班）。
2014年8月，交通大臣帕特里克·麥克洛林指出政府正在考慮延長橫貫鐵路到特靈，並加入哈羅及威爾德斯通、沃特福德交匯、希梅爾·亨普斯泰德、貝卡姆斯泰德和特靈。此延線將減輕倫敦地鐵和尤斯頓車站的壓力，同時增加連接度。然而該延長線需要符合不影響額外已確定路線的計劃服務頻率以及財政承受能力。

## 服務頻率

### 主線鐵路服務
截至2023年12月，典型週一至週六服務如下：
倫敦米德蘭
- 每小時4班列車前往尤斯頓
- 每小時2班列車前往特靈（英语：Tring railway station）
- 每小時1班列車前往密爾頓·基恩斯中央（英语：Milton Keynes Central station）

南方鐵路
- 每小時1班列車前往東克羅伊登（英语：East Croydon station）

### 本地服務（直流電鐵線）
2022年12月典型週一至週六頻率如下：
- 每小時4班列車前往尤斯頓（倫敦地上鐵）
- 每小時6班列車前往象堡（倫敦地鐵）
- 每小時4班列車前往沃特福德交匯（倫敦地上鐵）

## 接駁交通
倫敦巴士140、182、186、258、340、H9、H10路以及夜間路線N18路服務此站。

## 無障礙通行
根據倫敦交通局地圖顯示，此站可無障礙通行（使用哈羅入口進出1號月台，以及使用威爾德斯通入口進出6號月台都不需要使用升降機）。

## 外部連結
- 列车时刻表及车站信息：哈羅及威爾德斯通站，来自英国铁路官方网站
- 倫敦交通博物館圖片展覽（页面存档备份，存于）
  - 1925年哈羅及威爾德斯通站，車站原初主入口的哈羅大廈
  - 1928年哈羅及威爾德斯通站，威爾德斯通大廈
  - 1930年哈羅及威爾德斯通站，威爾德斯通大廈
  - 1956年哈羅及威爾德斯通站，威爾德斯通大廈
- 歐洲鐵路事故歷史（BBC）（页面存档备份，存于）
- 哈羅及威爾德斯通事故（页面存档备份，存于）